# Benigànim
Benigánim (tiếng Valencia: Benigànim; tiếng Tây Ban Nha: Benigánim) là một đô thị ở comarca Vall d'Albaida trong cộng đồng Valencia, Tây Ban Nha.
Đô thị Benigánim có diện tích 33,44 km2, dân số năm 2006 là 5946 người.